# Calgary-Klein
Circonscription électorale provinciale du Canada
Calgary-Klein est une circonscription électorale provinciale de l'Alberta (Canada), située dans le centre-nord de Calgary. Elle prend son nom de l'ancien premier ministre de l'Alberta, Ralph Klein. 
Sa députée actuelle est la néo-démocrate Lizette Tejada.

## Liste des députés
| Années | Années          | Député         | Parti politique           |
| ------ | --------------- | -------------- | ------------------------- |
|        | 2012 - 2015     | Kyle Fawcett   | Progressiste-conservateur |
|        | 2015 - 2019     | Craig Coolahan | Néo-démocrate             |
|        | 2019 - 2023     | Jeremy Nixon   | Conservateur uni          |
|        | 2023 - en cours | Lizette Tejada | Néo-démocrate             |